# Torneo femenino de fútbol en los Juegos Centroamericanos y del Caribe de 2014
El fútbol femenino en los Juegos Centroamericanos y del Caribe de Veracruz 2014 se disputó entre el 18 y el 28 de noviembre de 2014.
Accedieron al torneo México está automáticamente clasificado por ser el país sede, Colombia y Venezuela los cuales pasan directamente por pertenecer a la Confederación Sudamericana, pero con derecho a participar en los Juegos Centroamericanos y del Caribe por ser miembros de la ODECABE. Centroamérica: Los tres primeros lugares de los Juegos Centroamericanos San José 2013, celebrados Costa Rica en marzo del 2013. Por el Caribe, clasificaron República Dominicana y Haití.
| Centroamérica | Caribe |

| Equipos participantes | Equipos participantes | Equipos participantes | Equipos participantes |
| --------------------- | --------------------- | --------------------- | --------------------- |
| Colombia              | Guatemala             | México                | República Dominicana  |
| Costa Rica            | Haití                 | Nicaragua             | Venezuela             |

## Grupos

### Grupo A
| Equipo            | Pts | PJ | PG | PE | PP | GF | GC | Dif |
| ----------------- | --- | -- | -- | -- | -- | -- | -- | --- |
| Colombia          | 7   | 3  | 2  | 1  | 0  | 11 | 1  | 10  |
| México            | 7   | 3  | 2  | 1  | 0  | 8  | 1  | 7   |
| Haití             | 1   | 3  | 0  | 1  | 2  | 1  | 5  | -4  |
| Trinidad y Tobago | 1   | 3  | 0  | 1  | 2  | 1  | 14 | -13 |

| 17 de noviembre de 2014, 14:00 | Trinidad y Tobago    | 1:1 (0:1) | Haití                 | Unidad Deportiva Hugo Sánchez, Veracruz |  |
|                                | Patrice Campbell 51' | Reporte   | Roselord Borgella 27' |                                         |  |

| 17 de noviembre de 2014, 17:00 | México               | 1:1 (0:1) | Colombia               | Unidad Deportiva Hugo Sánchez, Veracruz |  |
|                                | Charlyn Corral 90+5' | Reporte   | Oriánica Velásquez 32' |                                         |  |

| 19 de noviembre de 2014, 15:00 | México                                                                                 | 6:0 (1:0) | Trinidad y Tobago | Unidad Deportiva Hugo Sánchez, Veracruz |  |
|                                | Charlyn Corral 45' 55' 65' (pen.) 70' · Maribel Domínguez 46' · Carolina Jaramillo 61' | Reporte   |                   |                                         |  |

| 19 de noviembre de 2014, 18:00 | Colombia                                     | 3:0 (1:0) | Haití | Unidad Deportiva Hugo Sánchez, Veracruz |  |
|                                | Carolina Pineda 30' · Katerin Castro 66' 77' | Reporte   |       |                                         |  |

| 21 de noviembre de 2014, 10:00 | Trinidad y Tobago | 0:7 (0:4) | Colombia | Unidad Deportiva Hugo Sánchez, Veracruz |  |
|                                |                   | Reporte   | Nataly Arias 6' · Diana Ospina 18' (pen.) · Iyesha Ollveirre 32' (a.g.) · Ingrid Vidal 33' · Katerin Castro 77' 79' · Yoreli Rincón 90+3' |                                         |  |

| 21 de noviembre de 2014, 15:00 | México             | 1:0 (0:0) | Haití | Unidad Deportiva Hugo Sánchez, Veracruz |  |
|                                | Stephany Mayor 87' | Reporte   |       |                                         |  |

### Grupo B
| Equipo               | Pts | PJ | PG | PE | PP | GF | GC | Dif |
| -------------------- | --- | -- | -- | -- | -- | -- | -- | --- |
| Costa Rica           | 9   | 3  | 3  | 0  | 0  | 11 | 2  | 9   |
| Venezuela            | 6   | 3  | 2  | 0  | 1  | 10 | 4  | 6   |
| Nicaragua            | 3   | 3  | 1  | 0  | 2  | 1  | 6  | -5  |
| República Dominicana | 0   | 3  | 0  | 0  | 3  | 3  | 13 | -10 |

| 18 de noviembre de 2014, 10:00 | República Dominicana | 0:1 (0:1) | Nicaragua                  | Unidad Deportiva Hugo Sánchez, Veracruz |  |
|                                |                      | Reporte   | Ninoska Carolina Solís 30' |                                         |  |

| 18 de noviembre de 2014, 15:00 | Venezuela         | 1:2 (1:0) | Costa Rica                                                   | Unidad Deportiva Hugo Sánchez, Veracruz |  |
|                                | Alexyar Cañas 29' | Reporte   | Cristin Yorleny Granados 77' · Karla Gabriela Villalobos 89' |                                         |  |

| 20 de noviembre de 2014, 10:00 | Venezuela | 6:2 (2:1) | República Dominicana                            | Unidad Deportiva Hugo Sánchez, Veracruz |  |
|                                | Gabriela García 10' 82' · Alexyar Cañas 18' · Leurys Basanta 52' · Tahicelis Marcano 56' · Denny Vargas 90+5' (a.g.) | Reporte   | Yaqueisi Alexan Nuñes 45+1' · Betzaida Ubri 68' |                                         |  |

| 20 de noviembre de 2014, 15:00 | Nicaragua | 0:3 (0:2) | Costa Rica                                                                       | Unidad Deportiva Hugo Sánchez, Veracruz |  |
|                                |           | Reporte   | Katherine Alvarado 10' (pen.) · Carolina Vanegas 44' · Gloriana Villalobos 90+2' |                                         |  |

| 22 de noviembre de 2014, 10:00 | Venezuela                                      | 3:0 (2:0) | Nicaragua | Unidad Deportiva Hugo Sánchez, Veracruz |  |
|                                | Lourdes Moreno 20' · Gabriela García 45+2' 59' | Reporte   |           |                                         |  |

| 22 de noviembre de 2014, 15:00 | República Dominicana | 1:6 (0:3) | Costa Rica                                                                                                   | Unidad Deportiva Hugo Sánchez, Veracruz |  |
|                                | Betzaida Ubri 70'    | Reporte   | Carol Sánchez 14' (pen.) · María Fernanda Barrantes 33' · Karla Villalobos 39' 61' 90' · Yesmi Rodríguez 53' |                                         |  |

## Segunda fase
|  | Semifinales     | Semifinales     |   |           | Final           | Final           |  |
|  | 25 de noviembre | 25 de noviembre |   |           | 27 de noviembre | 27 de noviembre |  |
|  |                 |                 |   |           |                 |                 |  |
|  |                 |                 |   |           |                 |                 |  |
|  | Colombia        | 1               |   |           |                 |                 |  |
|  | Venezuela       | 0               |   |           |                 |                 |  |
|  |                 |                 |   |           |                 |                 |  |
|  |                 |                 |   |           |                 |                 |  |
|  |                 |                 |   |           | Colombia        | 0               |  |
|  |                 | México          | 2 |           |                 |                 |  |
|  |                 |                 |   |           |                 |                 |  |
|  |                 |                 |   |           |                 |                 |  |
|  |                 |                 |   |           | Tercer lugar    |                 |  |
|  |                 |                 |   |           |                 |                 |  |
|  | Costa Rica      | 0               |   | Venezuela | 2               |                 |  |
|  | México          | 1               |   |           | Costa Rica      | 3               |  |

### Semifinales
| 25 de noviembre de 2014, 9:00 | Colombia            | 1:0 (0:0) | Venezuela | Unidad Deportiva Hugo Sánchez, Veracruz |  |
|                               | Daniela Montoya 83' | Reporte   |           |                                         |  |

| 25 de noviembre de 2014, 15:00 | Costa Rica | 0:1 (0:0) | México             | Unidad Deportiva Hugo Sánchez, Veracruz |  |
|                                |            | Reporte   | Verónica Pérez 90' |                                         |  |

### Tercer lugar
| 27 de noviembre de 2014, | Venezuela                  | 2:3 (2:1) | Costa Rica                                                         | Unidad Deportiva Hugo Sánchez, Veracruz |  |
|                          | Daniuska Rodríguez 11' 22' | Reporte   | Carolina Vanegas 12' · Cristin Granados 55' · Daphne Herrera 90+5' |                                         |  |

### Final
| 27 de noviembre de 2014, 19:00 | México                                     | 2:0 (0:0) | Colombia | Estadio Luis "Pirata" Fuente, Veracruz |  |
|                                | Charlyn Corral 74' · Maribel Domínguez 84' | Reporte   |          |                                        |  |

|                            |
| Bandera de México          |
| Campeón México 1.er título |

## Máximas goleadoras
| Pos. | Jugadora                 | Goles | P. J. |
| ---- | ------------------------ | ----- | ----- |
| 1.º  | Charlyn Corral           | 6     | 5     |
| 2.º  | Katerin Castro           | 4     | 4     |
| 2.º  | Karla Villalobos         | 4     | 3     |
| 2.º  | Gabriela Garcia          | 4     | 4     |
| 5.º  | Alexyar Cañas            | 2     | 4     |
| 5.º  | Maribel Domínguez        | 2     | 4     |
| 5.º  | Betzaida Ubri            | 2     | 3     |
| 7.º  | Carol Sánchez            | 1     | 3     |
| 7.º  | María Fernanda Barrantes | 1     | 3     |
| 7.º  | Yesmi Rodríguez          | 1     | 3     |
| 7.º  | Roselord Borgella        | 1     | 3     |
| 7.º  | Ninoska Solis            | 1     | 3     |
| 7.º  | Orianica Velásquez       | 1     | 4     |
| 7.º  | Patrice Campbell         | 1     | 3     |
| 7.º  | Cristin Granados         | 1     | 3     |
| 7.º  | Carolina Jaramillo       | 1     | 3     |
| 7.º  | Carolina Pineda          | 1     | 4     |
| 7.º  | Yaqueisi Alexan Nuñes    | 1     | 3     |
| 7.º  | Leury Basanta            | 1     | 4     |
| 7.º  | Tahicelis Marcano        | 1     | 4     |
| 7.º  | Lourdes Moreno           | 1     | 4     |
| 7.º  | Denny Vargas             | 1     | 4     |
| 7.º  | Katherine María          | 1     | 3     |
| 7.º  | Carolina Venegas         | 1     | 3     |
| 7.º  | Nataly Arias             | 1     | 4     |
| 7.º  | Diana Ospina             | 1     | 4     |
| 7.º  | Iyesha Ollveirre         | 1     | 4     |
| 7.º  | Ingrid Vidal             | 1     | 4     |
| 7.º  | Yoreli Rincón            | 1     | 4     |
| 7.º  | Gloriana Villalobos      | 1     | 3     |
| 7.º  | Stephany Mayor           | 1     | 3     |
| 7.º  | Daniela Montoya          | 1     | 4     |
| 7.º  | Verónica Pérez           | 1     | 4     |

## Tabla general
A continuación se muestra la tabla de posiciones segmentada acorde a las fases alcanzadas por los equipos.
| Pos. | Equipo               | Pts | PJ | PG | PE | PP | GF | GC | Dif. |
| ---- | -------------------- | --- | -- | -- | -- | -- | -- | -- | ---- |
| 1    | Oro México           | 13  | 5  | 4  | 1  | 0  | 11 | 1  | 10   |
| 2    | Plata Colombia       | 10  | 5  | 3  | 1  | 1  | 12 | 3  | 9    |
| 3    | Bronce Costa Rica    | 12  | 5  | 4  | 0  | 1  | 14 | 5  | 9    |
| 4    | Venezuela            | 6   | 5  | 2  | 0  | 3  | 12 | 8  | 4    |
| 5    | Nicaragua            | 3   | 3  | 1  | 0  | 2  | 1  | 6  | -5   |
| 6    | Haití                | 1   | 3  | 0  | 1  | 2  | 1  | 5  | -4   |
| 7    | Trinidad y Tobago    | 1   | 3  | 0  | 1  | 2  | 1  | 14 | -13  |
| 8    | República Dominicana | 0   | 3  | 0  | 0  | 3  | 3  | 13 | -10  |